# Tel Chanaton
Tel Chanaton (hebrejsky: תל חנתון) je vrch typu tel o nadmořské výšce 196 metrů v severním Izraeli, v Dolní Galileji (nezaměňovat s horou Har Chanaton, která se nachází cca 4 kilometry severozápadně odtud).
Nachází se v jihozápadní části údolí Bejt Netofa, cca 1 kilometr východně od vesnice Chanaton a 2,5 kilometru jižně od města Kafr Manda. Má podobu výrazného, odlesněného pahorku, který vystupuje z jinak zcela plochého dna údolí. Podél jeho východní strany se nachází soutok vádí Nachal Jiftach'el a Nachal Jodfat, dál k východu pak umělé koryto dálkového vodovodu (Národní rozvaděč vody), které jižně od pahorku plní umělou vodní nádrž Ma'agar Bejt Netofa. Pahorek je turisticky využíván, jde o významnou archeologickou lokalitu, která má sídelní tradici z dob starověku i středověku. Stálo tu biblické město Chanatón, jež zmiňuje Kniha Jozue 19,14